# Мухаммед Басіндва
Мухаммед Салем Басіндва (араб. محمد سالم باسندوه; нар. 4 квітня 1935, Аден) — єменський політичний діяч, дипломат. Прем'єр-міністр Ємену з 2011 по 2014 роки.

## Біографія та кар'єра
Мухаммад Салем Басіндва народився 4 квітня 1935 року в Адені, який аж до кінця 1960-х років був британським протекторатом. Ще в молодості став брати активну участь у політичному житті. Боровся за незалежність Адена. Видавав дві щотижневі опозиційні владі протекторату газети: «النور» («ан-Нур» — «Світло») і «الحقيقة» («аль-Хакіка» — «Правда»). Двічі (у 1962 і 1967 роках) на короткий термін заарештовувався британською владою. Після другого арешту покинув Аден. Після заснування Соціалістичної народної партії в 1962 році був одним з її керівників, представляв її інтереси в ряді арабських держав. Був одним з лідерів і керівників «Національного фронту звільнення окупованого аравійського півдня» (пізніше просто «Народний фронт»). Представляв інтереси південних провінцій Ємену, окупованих Британією в ООН.
На рубежі 1960-х — 1970-х років Басіндва переїхав на постійне місце проживання в Північний Ємен. Тут почалася його кар'єра державного діяча. Протягом довгого часу Басіндва був членом, яка правила в Північному, а потім (після 1990 року) і в об'єднаному Ємені партії «Загальний народний конгрес», однак на початку 2000-х років вийшов з партії і перейшов на бік опозиції, не приєднавшись, однак, ні до однієї з існуючих опозиційних політичних партій.
В ході подій Арабської весни в Ємені в 2011 році, що призвели до відходу від влади колишнього президента Алі Абдалли Салеха, Басіндва спочатку (серпень 2011) очолив створену «Національну рада сил мирної революції», а потім був висунутий опозицією як кандидат на посаду прем'єр-міністра країни в новому коаліційному уряді (місця в якому, згідно з ініціативою РСАДПЗ, яка пропонувала ряд заходів щодо виходу Ємену з внутрішньополітичної кризи, розподілялися порівну між ЗНК та опозицією). 10 грудня 2011 вступив на посаду. Протягом свого життя займав ряд видних державних посад: був політичним радником державного міністра, керівником державного бюро планування, міністром освіти, міністром інформації та культури, радником Президента Ємену, постійним представником при ООН, міністром закордонних справ (1993–1994).
Увечері 31 серпня 2013 кортеж прем'єр-міністра був обстріляний невідомими особами, які втекли з місця злочину. Постраждалих немає. Ніхто не взяв на себе відповідальність за цей замах.